# Kriegserklärung Italiens an Deutschland (1943)
Die Kriegserklärung Italiens an das Deutsche Reich erfolgte im Zweiten Weltkrieg am 13. Oktober 1943 durch Marschall Pietro Badoglio und König Viktor Emanuel III. Damit wurde Italien kurz nach dem Waffenstillstand von Cassibile kriegführend an der Seite der Alliierten, konnte aber nicht den Status eines Verbündeten erlangen, da noch keine friedensvertraglichen Vereinbarungen mit den Alliierten getroffen waren.
Ziel des Kriegseintritts war es, den von Deutschland im Zuge des Fall Achse besetzten mittleren und nördlichen Teil Italiens (mit Benito Mussolini als eingesetztem Führer der Italienischen Sozialrepublik von Salo) zu befreien. Bis zum Kriegsende verpflichteten sich 254.000 Italiener unter britischem oder amerikanischem Kommando zu dienen und 67.000 Italiener traten der königlich italienischen Armee bei, die reorganisiert wurde.